# Bisserup Strand
Bisserup Strand er et engområde neden for Bisserup by ud mod Karrebæksminde Bugt. Det er en populær badestrand.
Tidligere et område for fattige fiskere, men nu sommerhusområde. 